# Kalina Szteyn
Kalina Szteyn (ur. 4 kwietnia 1982 w Olsztynie) – polska lekkoatletka specjalizująca się w biegach długodystansowych, medalistka mistrzostw Polski.

## Kariera sportowa
Była zawodniczką Gwardii Olsztyn i Olimpii Poznań
Na mistrzostwach Polski seniorów zdobyła jeden medal, srebrny w biegu na 10 000 metrów w 2002. 
Od 2004 studiowała na Harding University i startowała w reprezentacji uczelni. W 2006 została wybrana Indoor Track Athlete of the Year for the South Region.
W 2012 obroniła na Uniwersytecie w Tybindze pracę doktorską Ca2+ activated Cl- channel ANO6 and voltage gated proton channel Hv1 in dendritic cell functions.
Rekordy życiowe:  
- 800 m - 2:17.15 (5.05.2001)
- 1500 m - 4:33.41 (15.06.2002)
- 3000 m - 9:34.93 (14.09.2002)
- 5000 m - 16:06.28 (20.07.2002)
- 10000 m - 33:29.31 (9.06.2002)

Jej ojcem jest Stanisław Szteyn.